# Constantino Acropolita
Constantino Acropolita (em grego: Κωνσταντίνος Ἀκροπολίτης; romaniz.: Konstantinos Akropolitês), filho do acadêmico e estadista Jorge Acropolita, foi também um ministro do imperador bizantino Miguel VIII Paleólogo até cair em desgraça. Sob seu sucessor, Andrônico II Paleólogo, porém, ele se reabilitou. Como seu pai, ele também escreveu muito sobre teologia, especialmente sobre as doutrinas mais recônditas, como a processão do Espírito Santo. 
Mas foi compilando biografias de santos que ele foi mais efetivo - a de São João Damasceno está na gigantesca coleção de Jean Bolland.
Suas obras foram publicadas na Patrologia Grega, de Migne (vol. CXL).

## Família
Constantino se casou com Maria Comnena Tornikina e tiveram duas filhas:
- Teodora Acropolitissa, que se casou como o general Aleixo Filantropeno[1].
- "Acropolitissa", que se casou com o imperador Miguel de Trebizonda[2].